# ماريوس صاوه
ماريوس صاوه (بالرومانية: Marius Sava)‏ هو لاعب كرة قدم روماني في مركز الوسط، ولد في 30 نوفمبر 1978 في كرايوفا في رومانيا. لعب مع سي إس باندوري تارغو جيو ونادي جنوى ويونيفرسيتاتيا كرايوفا وNyíregyháza Spartacus FC ‏ وFC Progresul București ‏ وأرغيس بيتيشت ‏.

## وصلات خارجية
- ماريوس صاوه على موقع قاعدة بيانات كرة القدم.إي يو (الإنجليزية)